# 1763年の相撲
1763年の相撲（1763ねんのすもう）は、1763年の相撲関係のできごとについて述べる。

## 本場所など
- 4月場所（江戸相撲）[1]
  - 興行場所:神田明神境内
  - 5月17日（旧4月5日）より晴天8日間興行
- 5月場所（大坂相撲）[1]
  - 興行場所:堀江
  - 晴天10日間興行
- 6月場所（京都相撲）[1]
  - 興行場所:祇園北林
  - 7月29日（旧6月19日）より興行
- 10月場所（江戸相撲）[2]
  - 興行場所:浅草御藏前八幡宮境内
  - 11月14日（旧10月10日）より晴天8日間興行